# Die Rosenheim-Cops
Die Rosenheim-Cops est une série télévisée allemande se déroulant dans le Chiemgau, principalement à Rosenheim. La série est produite par Bavaria Film GmbH pour le réseau de télévision public ZDF.

## Concept
La série se concentre principalement sur les personnalités contrastées d'un inspecteur rustique d'une petite ville de Haute-Bavière et de son collègue citadin fréquemment remplacé, qui a généralement été transféré dans la ville pour des raisons pour la plupart incompréhensibles. Malgré toutes les différences, le nouveau collègue est toujours chaleureusement accueilli et rapidement intégré à l'équipe.
L'inspecteur de la petite ville Korbinian Hofer est interprété par Joseph Hannesschläger, mort en janvier 2020.
Chaque épisode commence généralement par la découverte d'un corps, communiquée aux enquêteurs par la secrétaire, Mme Stockl, avec les mots « Es gabat a Leich! » (dialecte bavarois pour « Il y a un cadavre »).
En raison de la nature légère de l'émission, il est d'usage que les épisodes présentent une intrigue secondaire comique, qui est parallèle au scénario central et est généralement résolue juste après la conclusion de l'intrigue principale. Ces histoires secondaires ne sont presque jamais liées à l'enquête sur le meurtre. Ce type de schéma d'écriture général est extrêmement caractéristique des émissions policières de début de soirée à la télévision publique allemande.

## Réalisateurs
- Jörg Schneider  (116 épisodes, 2005-2022)
- Gunter Krää  (111 épisodes, 2006-2015)
- Werner Siebert  (69 épisodes, 2010-2023)
- Holger Gimpel  (26 épisodes, 2008-2012)
- Daniel Drechsel-Grau  (22 épisodes, 2017-2021)
- Walter Bannert  (21 épisodes, 2012-2016)
- Stefan Klisch  (18 épisodes, 2003-2006)
- Esther Wenger  (17 épisodes, 2019-2022)
- Wilhelm Engelhardt  (14 épisodes, 2002-2005)
- Holger Barthel  (13 épisodes, 2015-2017)
- Karsten Wichniarz  (11 épisodes, 2012-2017)
- Laura Thies  (11 épisodes, 2020-2022)
- Uli Möller  (9 épisodes, 2003-2007)
- Tom Zenker  (8 épisodes, 2017-2018)
- Christoph Klünker  (7 épisodes, 2004-2005)
- Tanja Roitzheim  (7 épisodes, 2018-2019)
- Bettina Braun  (6 épisodes, 2003-2005)
- Carsten Meyer-Grohbrügge  (6 épisodes, 2013-2014)
- Bodo Schwarz  (5 épisodes, 2008)
- Dieter Kehler  (4 épisodes, 2002)
- Thomas Kronthaler  (4 épisodes, 2003-2005)
- Kaethe Niemeyer  (4 épisodes, 2008-2023)
- Herwig Fischer  (4 épisodes, 2018-2021)
- Irene Gräf  (4 épisodes, 2022)
- Gudrun Scheerer  (3 épisodes, 2002)
- Ed Ehrenberg  (3 épisodes, 2009)
- Axel Hannemann  (3 épisodes, 2014)
- Rainer Gutjahr  (2 épisodes, 2006)
- Martin Kinkel  (2 épisodes, 2006)
- Astrid Schult  (2 épisodes, 2021)

## Distribution
- Max Müller :  Michael 'Michi' Mohr / 529 épisodes, 2002-2023
- Marisa Burger :  Miriam Stockl / 528 épisodes, 2002-2023
- Karin Thaler :  Marie Hofer / 521 épisodes, 2002-2023
- Alexander Duda :  Gert Achtziger / 447 épisodes, 2003-2023
- Christian K. Schaeffer :  Jo Caspar / 429 épisodes, 2006-2023
- Joseph Hannesschläger :  Korbinian Hofer / 393 épisodes, 2002-2020
- Igor Jeftic :  Sven Hansen / 343 épisodes, 2006-2023
- Dieter Fischer :  Anton Stadler / 256 épisodes, 2006-2023
- Diana Staehly :  Patrizia Ortmann / 249 épisodes, 2007-2016
- Ursula Burkhart :  Marianne Grasegger / 227 épisodes, 2007-2023
- Sarah Thonig :  Christin Lange / 211 épisodes, 2015-2023
- Petra Einhoff :  Dr. Sabine Eckstein / 176 épisodes, 2006-2020
- Michael A. Grimm :  Tobias Hartl / 173 épisodes, 2004-2016
- Maren Schumacher :  Dr. Ursula Kern / 143 épisodes, 2005-2010
- Sina Wilke :  Sandra Mai / 130 épisodes, 2014-2021
- Tom Mikulla :  Christian Lind / 114 épisodes, 2005-2013
- Ben Blaskovic :  Andreas Lorenz / 94 épisodes, 2013-2019
- Gabor Biedermann :  Felix Seitz / 83 épisodes, 2006-2020
- Markus Böker :  Ulrich Satori / 56 épisodes, 2002-2005
- Paul Brusa :  Daniel Donato / 55 épisodes, 2020-2023
- Thomas Stielner :  Vincent Hofer / 47 épisodes, 2002-2006
- Gerd Lohmeyer :  Werner Balthasar / 41 épisodes, 2002-2005
- Sevda Polat :  Ela Atay / 37 épisodes, 2021-2023
- Wolfgang Fierek :  Ferdinand Reischl / 30 épisodes, 2003-2010
- Hubert Mulzer :  Maximilian Heppt / 27 épisodes, 2005-2011
- Marion Mathoi :  Maria 'Mitzi' Reitmann / 26 épisodes, 2003-2014
- Katharina Abt :  Verena Danner / 25 épisodes, 2002-2019
- Baran Hêvî :  Kilian Kaya / 25 épisodes, 2021-2023
- Vanessa Eckart :  Eva Winter / 24 épisodes, 2018-2021
- Sophie Melbinger :  Birte Andresen / 24 épisodes, 2018-2023
- Patrick Kalupa :  Christian Bach / 24 épisodes, 2017-2019
- Senta Auth :  Rosi / 24 épisodes, 2005-2020
- Horst Kummeth :  Leo Bernrieder / 23 épisodes, 2003-2005
- Andreas Giebel :  Florian Prant / l23 épisodes, 2006-2011
- Alexander Vitzthum :  Spurensicherer / 22 épisodes, 2016-2023
- Jürgen Tonkel :  Karl Schretzmayer / 19 épisodes, 2002-2019
- Isabel Mergl :  Hilde Stadler / 19 épisodes, 2011-2023
- Norbert Heckner :  Rainer Fischbach / 17 épisodes, 2002-2021
- Jannis Spengler :  Barthl / 16 épisodes, 2005-2006
- Florian Fitz :  Dirk Bergmann / 15 épisodes, 2006-2018
- Oliver Bürgin :  Dr. Frank Baumgartner / 15 épisodes, 2009-2022
- Mark-Alexander Solf :  Sebastian König / 14 épisodes, 2010-2016
- Martin Walch :  Pathologe / 13 épisodes, 2008-2020
- Johannes Herrschmann :  Josef Pfistermeier / 13 épisodes, 2003-2022
- Tommy Schwimmer :  Alois Kammermayr / 11 épisodes, 2007-2020
- Julia Angeli :  Spurensicherin Beate / 11 épisodes, 2020-2023
- Regina Fink :  Sophie Bach / 10 épisodes, 2014
- Andreas Maria Schwaiger :  Bobby Lewinsky / 10 épisodes, 2002-2021
- Susann Parthum :  Lilly / 10 épisodes, 2010-2013
- Steffen Wolf :  Hannes Winkler / 10 épisodes, 2017-2022
- Eva Wittenzellner :  Annegret Nerlinger / 10 épisodes, 2012-2022
- Regina Speiseder :  Bedienung / 9 épisodes, 2013-2019
- Christian Spatzek :  Hermann Sauter / 8 épisodes, 2006-2017
- Ulla Geiger :  Pensionswirtin Gerlinde Meyr / 8 épisodes, 2008-2022
- Eleonore Daniel :  Hanna Winkler / 8 épisodes, 2016-2019
- Michael Gampe :  Melchior / 7 épisodes, 2002-2013
- Axel Scholtz :  Edmund Gruber / 7 épisodes, 2003-2022
- Georg Veitl :  Hartmut Nerlinger / 7 épisodes, 2008-2022
- Gerhard Wittmann :  Helmut Weyrauch / 7 épisodes, 2003-2022
- Julia Heinze :  Agnes Lüders / 7 épisodes, 2007-2016
- Markus Eberhard :  Bernd Lohmaier / 6 épisodes, 2002-2013
- Matthias Beier :  Armin Rosshaupt / 6 épisodes, 2007-2020
- Thomas Darchinger :  Markus Erbacher / 6 épisodes, 2002-2014
- Stephan Zinner :  Ludwig Loibl / 6 épisodes, 2009-2012
- Claudia Pupeter :  Ariane von Otto / 6 épisodes, 2008-2018
- Felix Auer :  Franz Högl / 6 épisodes, 2016-2017
- Joachim Raaf :  Benni Kastl / 6 épisodes, 2005-2022
- Peter Faerber :  Erwin Haslinger / 6 épisodes, 2006-2022
- Johann Schuler :  Ludwig Bernreiter / 6 épisodes, 2007-2022
- Florian Kiml :  Polizist Berlinger / 6 épisodes, 2009-2020
- Adela Florow :  Dorothea Huber / 6 épisodes, 2009-2019
- Rainer Haustein :  Erwin Reitenauer / 6 épisodes, 2008-2021
- Isabella Schmid :  Christiane Loth / 5 épisodes, 2002-2021
- Sabrina White :  Felicitas Koch / 6 épisodes, 2005-2021
- Matthias Kupfer :  Jakob Friedel / 5 épisodes, 2005-2023
- Marcus Widmann :  Clemens Roth / 6 épisodes, 2012-2023
- Katharina Plank :  Pia Arnbruck / 6 épisodes, 2021-2023
- Annabel Faber :  Sabine Hiermeier / 5 épisodes, 2014-2021
- Thomas Birnstiel :  Theo Aubinger / 5 épisodes, 2015-2020
- Robert Lohr :  Torsten Voß / 5 épisodes, 2008
- Eisi Gulp :  Achim Lederer / 5 épisodes, 2003-2021
- Heinz-Josef Braun :  Franz Eder / 5 épisodes, 2005-2018
- Christian Baumann :  Günter Beckmann / 5 épisodes, 2005-2018
- Julian Manuel :  Arno Steger / 5 épisodes, 2006-2020
- Hans Kitzbichler :  Georg Falkenstein / 5 épisodes, 2002-2022
- Robert Giggenbach :  Alois Schäfer / 5 épisodes, 2003-2020
- Nicole Beutler :  Cordula Norden / 5 épisodes, 2008-2013
- Ferdinand Dörfler :  Benedikt Grasser / 5 épisodes, 2010-2022
- Christian Lerch :  Andy Teubner / 5 épisodes, 2003-2020
- Marie Munz :  Bernadette Schwaiger / 5 épisodes, 2008-2022
- Christoph von Friedl :  Herbert Baumann / 5 épisodes, 2009-2019
- Jutta Schmuttermaier :  Anna Linzer / 5 épisodes, 2003-2022
- Roland Schreglmann :  Andreas Kratzer / 5 épisodes, 2008-2022
- Harry Täschner :  Hermann Kreuz-Pointner / 5 épisodes, 2006-2016
- Michael Wolfschmidt :  Richard Gruber / 5 épisodes, 2015-2020
- Steffen Wolf :  Bote / 5 épisodes, 2015-2020
- Elisabeth Lanz :  Dr. Anna Lassnik / 5 épisodes, 2003-2020
- Daniela Ziegler :  Gerlinde Ortmann / 5 épisodes, 2012-2015
- Konstantin Moreth :  Franz Müller / 5 épisodes, 2002-2021
- Eva Meier :  Corinna Maegerlein / 5 épisodes, 2003-2019
- Winfried Frey :  Helmut Windig / 5 épisodes, 2006-2018
- Manfred Beierl :  Anton Resnik / 5 épisodes, 2008-2020
- Christian Hoening :  Hubert Kreuzer / 5 épisodes, 2005-2020
- Norbert Ortner :  Christian Rappolt / 5 épisodes, 2016-2021
- Astrid Posner :  Marion Süßmayr / 5 épisodes, 2003-2015
- Robert Ludewig :  Helmut Lochinger / 5 épisodes, 2011-2020
- Michael Foerster :  Freund / 4 épisodes, 2002-2021
- Eva Mähl :  Barbara Löffler / 5 épisodes, 2006-2022
- Alexander Pelz :  Dirk van Brinken / 5 épisodes, 2004-2021
- Christina Rainer :  Elisabeth Grubmüller / 5 épisodes, 2005-2023
- Steffen Wink :  Carlo Haslinger / 5 épisodes, 2005-2020
- Karl Knaup :  Franz Pichl / 5 épisodes, 2005-2021
- Suzan Anbeh :  Cosima von Windacker / 5 épisodes, 2012-2018
- Simone Ascher :  Agnes Kreuzer / 5 épisodes, 2008-2022
- Tanja Frehse :  Nicole Vohrer / 4 épisodes, 2002-2019
- Marianne Rappenglück :  Eleonore Einhauser / 5 épisodes, 2008-2019
- Eva-Maria Reichert :  Caroline Straberger / 5 épisodes, 2008-2022
- Andreas Schwaiger :  Benedikt Scheible / 5 épisodes, 2006-2020
- Wookie Mayer :  Beatrice Böttcher / 5 épisodes, 2012-2022
- Claudia Hübschmann :  Kathrin Seeliger / 5 épisodes, 2009-2019

## Production
Le coût par épisode est estimé à 425 000 euros.

## Récompenses et distinctions
- (en) Die Rosenheim-Cops: Awards, sur l'Internet Movie Database